# Commissione giudiziaria (Svizzera)
La  Commissione giudiziaria CG (in tedesco Gerichtskommission GK, in francese Commission judiciaire CJ, in romancio Cumissiun giudiziala CG) è una commissione dell'Assemblea federale plenaria, che include sia membri del Consiglio nazionale che del Consiglio degli Stati. È composta da 17 membri, di cui un presidente e un vicepresidente: dodici di essi provengono dal Consiglio nazionale, e gli altri cinque dal Consiglio degli Stati.

## Funzione
La commissione ha i seguenti compiti:
- Indire concorsi pubblici per i posti di giudice vacanti per i tribunali della Confederazione, i posti di procuratore generale della Confederazione e dei suoi sostituti, i posti del membri dell’Autorità di vigilanza sul Ministero pubblico della Confederazione, e il posto di capo dell’Incaricato federale della protezione dei dati e della trasparenza.
- Sottoporre all’Assemblea federale plenaria le proprie proposte di elezione e di destituzione.
- Stabilire in dettaglio il rapporto di lavoro dei giudici, del procuratore generale della Confederazione e dei suoi sostituti.
- Dare il proprio preavviso su elezioni da confermare.